# Juliano II de Médici
Juliano II de Médici, em italiano: Giuliano de' Medici, (12 de março de 1479 – 17 de março de 1516) foi um dos três filhos de Lourenço, o Magnífico. Para ser diferenciado do seu tio Juliano de Médici, assassinado na conjura dos Pazzi, costuma ser chamado Juliano II de Médici ou Juliano de Lourenço de Médici.

## Biografia
Nasceu em Florença. Irmão de Pedro, João, Lucrécia, Madalena e Condessa de Médici.
O seu irmão mas velho, Pedro, foi durante breve tempo o dirigente de Florença depois da morte de Lourenço, até que a facção republicana expulsou os Médici em 1494. Juliano mudou-se então para Veneza. Depois da Liga Santa, encabeçada pela Espanha, ter expulso da Itália as forças francesas que tinham apoiado os republicanos florentinos, a família Médici readquiriu o poder. Juliano dirigiu Florença desde 1512 até 1516.
Casou com Felisberta (1498–1524), uma princesa da Casa de Saboia, em 22 de fevereiro de 1515, na corte de França, graças à intercessão de seu irmão João, agora Papa com o nome de Leão X. No mesmo ano Francisco I de França, sobrinho de Felisberta, investiu-o com o título de Duque de Némours (que recentemente tinha revertido à coroa francesa) para a ocasião. Os franceses estariam também aparentemente a preparar Juliano para o trono de Nápoles (no qual os franceses mantiveram um interesse histórico), quando Juliano morreu prematuramente. Seu sobrinho Lourenço II de Médici, Duque de Urbino, sucedeu-lhe no governo de Florença.
Foi o protetor de Leonardo da Vinci em Roma desde 1513 a 1516, alojando-o num estúdio no Belvedere.
Juliano deixou só um filho ilegítimo, Hipólito de Médici, que se tornaria cardeal. 
O seu retrato, pintado em Roma por Rafael (um pintor protegido por Leão X), mostra o Castelo de Santo Ângelo, em Roma, atrás de uma cortina. Uma versão de estúdio está no Metropolitan Museum.
O túmulo de Juliano na Capela dos Médici na Basílica de São Lourenço de Florença, está ornamentada com a Noite e o Dia de Michelangelo, junto a uma estátua de Juliano do mesmo escultor. Devido ao mesmo nome partilhado com Juliano de Pedro de Médici, seu tio, cujo túmulo está também na "Capela Medicea", ambos os túmulos são normalmente confundidos.